# Chalybeothemis fluviatilis
Chalybeothemis fluviatilis е вид водно конче от семейство Libellulidae. Видът не е застрашен от изчезване.

## Разпространение
Разпространен е в Индонезия (Калимантан и Суматра), Малайзия (Западна Малайзия и Саравак), Сингапур и Тайланд.